# King Armored Car
Панцирник King Armored Car був першим панцирником на озброєнні корпусу морської піхоти США, розробленим спеціалізованою компанією Armored Motor Car Company з Детройту штату Мічиган і одним з перших серійних панцирників США після панцирника Davidson-Cadillac.
Під командуванням капітана Ендрю Друма з 6 панцирників було сформовано 1916 1-й ескадрон панцерників (англ. 1st Armored Car Squadron) у складі 1-го полку корпусу морської піхоти США у Філадельфії штату Пенсільванія. Це був перший моторизований панцирний підрозділ армії США. Пізніше на озброєння корпусу морської піхоти також знаходились панцирники компанії White. На задній осі встановлювали позбавлені захисту здвоєні колеса, що були найбільш вразливим місцем панцерника. У броньованій башті встановлювали британський дисковий 5,56 мм кулемет Lewis зразка 1913 року або 7,62 мм кулемет Colt-Browning моделі 1895 року. Передбачалась можливість розбирання панцирника на декілька компонентів задля перекидання 40-футовими катерами з кораблів на берег. Панцирники не узяли участі у бойових діях. Виявились конструктивні недоліки, зокрема погана прохідність, важка керованість.
Після завершення 1-ї світової війни 1-й ескадрон панцерників розформували 1921 року. П'ять панцерників 1927 перевезли до Гаїті, Домініканської Республіки, використовуючи до 1934 року у Бананових війнах в зоні Карибського басейну. Free Cars Help [Архівовано 27 вересня 2019 у Wayback Machine.] Cars For your Help